# Yokosuka K4Y

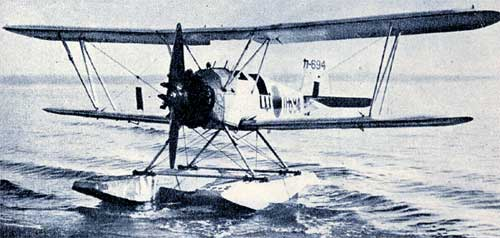
Yokosuka K4Y1

Yokosuka K4Y (Wodnosamolot Szkoleniowy Marynarki Wzór 90) – japoński wodnosamolot pływakowy z okresu międzywojennego i drugiej wojny światowej.  Samolot służył do szkolenia podstawowego pilotażu wodnosamolotów w Japońskiej Cesarskiej Marynarce Wojennej, niewielka liczba tych samolotów trafiła także na rynek cywilny.  Samolot nie miał amerykańskiej nazwy kodowej.

## Tło historyczne
Począwszy od 1925 standardowym samolotem szkolenia podstawowego Marynarki Japońskiej był Yokosuka K1Y używany w dwóch wersjach - z podwoziem kołowym (K1Y1) i pływakowym (K1Y2).  W 1930 Marynarka wyraziła chęć zastąpienia K1Y nowym samolotem, zadanie podjęli komandor podporucznik Jiro Saha i inżynier Tamefumi Suzuki który zaprojektowali bardzo nietypowy jak na Japonię samolot.  Zaprojektowany przez Sahę i Suzukiego samoloty był pierwszym japońskim samolotem z kadłubem ze spawanych rur stalowych oraz, bardzo nietypowo na konstrukcję japońską, był napędzany chłodzonym powietrzem silnikiem rzędowym.

## Opis konstrukcji
Yokosuka K4Y1 był jednosilnikowym, dwupłatowym wodnosamolotem z podwójnymi pływaki.  Kadłub miał konstrukcję stalową ze spawanych rur, skrzydła miały konstrukcję drewnianą, cały samolot był kryty płótnem.  Pływaki samolotu miały konstrukcję metalową.
Dwa prototypy napędzane czterocylindrowym silnikiem rzędowym Hatakaze o mocy 90 KM, wersje produkcyjne otrzymały siedmiocylindrowe, chłodzone powietrzem silniki gwiazdowe typu Gasuden Jimpu 2 o mocy 130-160 KM z dwupłatowym śmigłem o stałym skoku.
Samolot mógł być używany z podwoziem kołowym, ale wszystkie operacyjne samoloty szkolne miały podwozie pływakowe.  Jego rozpiętość skrzydeł wynosiła 10,90 metrów, długość 9,05 metrów (wodnosamolot) lub 8,191 metrów (wersja lądowa), a wysokość 3,51 metrów (wodnosamolot) i 3,25 metrów (wersja lądowa).  Powierzchnia skrzydeł wynosiła 29,5 metrów kwadratowych.
Załogę stanowiły dwie osoby - instruktor i uczeń siedzący w dwóch otwartych kokpitach w układzie tandem (jeden za drugim).
Masa własna samolotu wynosiła 740 kilogramów, a masa startowa do 990 kilogramów.
Prędkość maksymalna na poziomie morza wynosiła 88 węzłów (163 km/h), prędkość przelotowa 50 węzłów (93 km/h), a prędkość lądowania 43 węzły (80 km/h).  Pułap operacyjny wynosił 3460 metrów, czas wejścia na wysokość 3000 metrów wynosił 29 minut i 30 sekund.  Zasięg wynosił do 170 mil morskich (315 kilometrów), maksymalny czas lotu do 3,5 godzin.

## Historia
Dwa prototypy samolotu zostały ukończone i oblatane w 1930, samolot został uznany za udany i nadający się na samolot treningu podstawowego.  Jeszcze przed wejściem samolotu do produkcji zdecydowano o zmianie silników na bardziej praktyczne Gasuden Jimpu o mocy 130 KM.  Wersja produkcyjna otrzymała krótki oznaczenie K4Y1 i długie oznaczenie Wodnosamolot Szkoleniowy Marynarki Wzór 90.
Niewielka liczba tych samolotów została także sprzedana na rynek cywilny.  W czasie wojny K4Y1 służył jako wodnosamolot szkolenia podstawowego, samolot nie posiadał amerykańskiej nazwy kodowej.
Łącznie zbudowano 211 samolotów tego typu: dwa prototypy, 154 sztuk w zakładach Watanabe w latach 1932-39 i 53 w zakładach Nippon Hikoki w latach 1939-40